# لوكا بافشيفيتش
لوكا بافشيفيتش (بالسيريلية الصربية: Лука Павићевић) مواليد 17 يونيو 1968 في بودغوريتسا، جمهورية يوغوسلافيا الاشتراكية الاتحادية، هو مدرب كرة سلة مونتينيغري ولاعب سابق. بدأ مسيرته الاحترافية في سنة 1984. يدرب منتخب اليابان. حقق المركز الأول في الألعاب الجامعية الصيفية 2011. اعتزل اللعب في 2003.

## المسيرة الاحترافية
لعب مع نادي بودوشنوست لكرة السلة في موسم 1984–1985، ثم لعب مع نادي سيبونا لكرة السلة في موسم 1987–1988، ثم لعب مع نادي سبليت لكرة السلة من سنة 1988 إلى 1991، ثم لعب مع نادي ريد ستار لكرة السلة في موسم 1995–1996، ثم لعب مع نادي إف إم بي لكرة السلة في موسم 1996–1997.

## الميداليات
| الميدالية | المسابقة                      |
| --------- | ----------------------------- |
| ذهبية     | الألعاب الجامعية الصيفية 2011 |

## روابط خارجية
- لوكا بافشيفيتش على موقع الاتحاد الدولي لكرة السلة (الإنجليزية)
- لوكا بافشيفيتش على موقع كرة السلة الأوروبية.كوم (الإنجليزية)
- لوكا بافشيفيتش على موقع كلية كرة السلة في سبورتس رفرنس.كوم (الإنجليزية)
- لوكا بافشيفيتش على موقع بروبوليرز (الإنجليزية)